# Carate Brianza
Carate Brianza là một thị xã và đô thị thuộc tỉnh Monza và Brianza, vùng Lombardia, miền bắc Italia. Thành phố nằm ở độ cao khác nhau, từ 230 và 300 m trên mực nước biển, bên sông Lambro.
Lịch sử của Carate Brianza có từ thời kỳ đồ đá, như thể hiện bởi một khám phá làm bằng đá chạm khắc mà bây giờ được bảo quản tại Bảo tàng khảo cổ của Milano.
Nữ hoàng Lombard Theodolinda đã cho xây dựng tại thị trấn này một tháp, mà sau này được biến thành tháp chuông nhà thờ chính. Sau thế kỷ thứ 10, một bức tường được xây dựng xung quanh thị xã để bảo vệ nó khỏi sự tấn của các bộ lạc. Thời kỳ Trung cổ khu vực này óc đặc trưng bởi sự lan rộng của Cơ Đốc giáo, do đó, năm nhà thờ được xây dựng trong thời gian này.
Trong thế kỷ 19, một luật gia nổi tiếng, nhà triết học, Gian Domenico Romagnosi, sống ở Carate.